# Zea
Zea és un gènere de plantes de la família de les poàcies, ordre de les poals, subclasse de les commelínides, classe de les liliòpsides, divisió dels magnoliofitins.

## Taxonomia
- Zea americana Mill.
- Zea canina S. Watson
- Zea cryptosperma Bonaf.
- Zea diploperennis H. H. Iltis, Doebley et R. Guzmán
- Zea erythrolepis Bonaf.
- Zea gigantea (Bonaf.) hort. ex Vilm.
- Zea glumacea Larrañaga
- Zea hirta Bonaf.
- Zea luxurians (Durieu et Asch.) R.M. Bird
- Zea macrosperma Klotzsch
- Zea mays L., dacsa o blat de moro.
  - Z. mays ssp. huehuetenangensis
  - Z. mays ssp. mays
  - Z. mays ssp. mexicana
  - Z. mays ssp. parviglumis
- Zea mexicana (Schrad.) Kuntze, Reeves et Mangelsd.
- Zea nicaraguensis H. H. Iltis et B. F. Benz
- Zea perennis (Hict.) Reeves et Mangelsd.
- Zea rostrata Bonaf.
- Zea saccharata Sturtev.
- Zea segetalis Salisb.
- Zea tunicata (Larrañaga ex A. St.-Hil.) Sturtev.
- Zea vulgaris Mill.